# Moringuidae
Famille
Les anguilles-spaghettis ou moringuidés (Moringuidae) forment une famille de poissons téléostéens serpentiformes.

## Liste des genres
Selon ITIS:
- genre Moringua Gray, 1831
- genre Neoconger Girard, 1858

Selon FishBase:
- genre Moringua
  - Moringua abbreviata  (Bleeker, 1863)
  - Moringua arundinacea  (McClelland, 1844)
  - Moringua bicolor  Kaup, 1856
  - Moringua edwardsi  (Jordan & Bollman, 1889)
  - Moringua ferruginea  Bliss, 1883
  - Moringua javanica  (Kaup, 1856)
  - Moringua macrocephalus  (Bleeker, 1863)
  - Moringua macrochir  Bleeker, 1855
  - Moringua microchir  Bleeker, 1853
  - Moringua penni  Schultz, 1953
  - Moringua raitaborua  (Hamilton, 1822)
- genre Neoconger
  - Neoconger mucronatus  Girard, 1858
  - Neoconger tuberculatus  (Castle, 1965)
  - Neoconger vermiformis  Gilbert, 1890